# Thalía con banda: Grandes éxitos
Thalía con banda: Grandes éxitos, es el octavo álbum de la cantante Thalía y su segundo álbum recopilatorio, lanzado el 28 de agosto de 2001, con adaptaciones en género banda sinaloense de los grandes éxitos de sus tres álbumes de estudio anteriores. El disco fue el primer álbum de música banda o regional mexicana en debutar entre los discos más vendidos de algunos países de Latinoamérica, Europa y Asia. 

## Información del álbum
Es un álbum de versiones, incorporando su nueva imagen al estilo de banda sinaloense. Este álbum contiene dos nuevas canciones compuestas por la misma intérprete "La revancha" y "Cuco Peña" que destaca a su país natal, además de dos remixes "Piel morena" y "Amor a la mexicana", incluyendo en el último un video.
Expresando su amor por su patria mexicana, Thalía en este álbum interpreta los grandes éxitos de sus tres discos anteriores con acompañamiento musical de banda clásica, típicamente mexicana.

## Desempeño comercial
El álbum tuvo éxito mundial convirtiéndose en el primer álbum regional mexicano en ser certificado en España y también ingresó a mercados como Hungría, Israel y Grecia. El álbum fue nominado a un Grammy Latino como Mejor Álbum de Banda en la 3.ª Entrega Anual del Grammy Latino en 2002. Fue certificado Disco De Platino por la Recording Industry Association of America.

## Lista de canciones
1. Amor a la mexicana — 4:01 (Mario Pupparo)
2. Piel morena — 4:38 (Kike Santander)
3. Rosalinda — 3:54 (Kike Santander)
4. Quiero hacerte el amor — 3:48 (Daniel García/Mario Schajris)
5. Arrasando — 4:00 (Thalía°/Emilio Estefan/Lawrence Dermer/Robin Dermer)
6. Cuco Peña (Inédito) — 3:51 (Thalía)
7. Por amor — 3:55 (Kike Santander)
8. Entre el mar y una estrella — 3:32 (Marco Flores)
9. María la del Barrio — 3:57 (Viviana Pímstein*/Paco Navarrete**)
10. Noches sin luna — 3:51 (José Miguel Velásquez/Kike Santander)
11. La revancha (Inédito) — 4:03 (Thalía)
12. Gracias a Dios — 3:47 (Juan Gabriel)
13. Amor a la mexicana [Emilio Mix] — 4:00 (Mario Pupparo)
14. Piel morena [Emilio Mix] — 4:43 (Kike Santander)

Notas
- Se marca con un (*) el quien escribió la letra únicamente.
- Se marca con un (**) el quien compuso la música únicamente.
- Se marca con un (°) el quien hizo letra y música, entre los que hicieron música solamente.

## Reseña del álbum y canciones destacadas
Thalía vuelve grabar canciones que la llevaron a la cima, pero en esta ocasión con banda, recordando canciones de los discos En éxtasis, Amor a la mexicana y Arrasando. Aquí demuestra su verdadera identidad latina, la cual jamás dejó atrás aunque entró al mercado estadounidense. Se destaca el profesionalismo con que se hizo el disco, logrando así canciones como Quiero hacerte el amor o Gracias a Dios dándole nueva versión. Como anécdota el álbum fue lanzado dos días después de haber cumplido tres décadas la artista.

## Posicionamiento en listas

### Semanales
| Country                                  | Peak position |
| ---------------------------------------- | ------------- |
| España (Promusicae)                      | 7             |
| Grecia (IFPI Greece)                     | 1             |
| Hungría (MAHASZ)                         | 17            |
| Estados Unidos (Billboard 200)           | 167           |
| Estados Unidos (Top Latin Albums)        | 2             |
| Estados Unidos (Regional Mexican Albums) | 2             |

## Certificaciones y ventas
| País | Certificación   | Ventas   |
| --- | --------------- | -------- |
| España | Platino         | 100,000^ |
| Estados Unidos | Platino (Latin) | 100,000^ |
| México | Oro             | 75,000^  |
| *las cifras de ventas sobre la base de la certificación por sí sola ^cifras de envíos sobre la base de la certificación por sí sola xcifras no especificadas sobre base de la certificación por sí sola |                 |          |